# Clint Bolton
Clint Brian Bolton (* 22. August 1975 in Bundaberg, Queensland) ist ein australischer Fußballspieler. Der Torhüter gewann vier australische Meistertitel, davon zwei in der National Soccer League (NSL), in der er insgesamt 300 Ligaspiele bestritt, und zwei mit dem Sydney FC in der Nachfolgeliga A-League.

## Vereinskarriere

### NSL
Bolton begann seine Karriere 1993 in der NSL bei den Brisbane Strikers. Er absolvierte in seinen sieben Jahren bei Brisbane 178 Ligaspiele und wurde 1997 mit dem Klub australischer Meister. 2000 unterschrieb er beim Ligakonkurrenten Sydney Olympic, mit denen er diesen Erfolg 2002 wiederholen konnte. Auch ein Jahr später stand er mit Olympic im Finale um die australische Meisterschaft, verlor allerdings gegen Perth Glory. Anschließend wechselte er zu Parramatta Power, mit denen er ebenfalls das Meisterschaftsfinale erreicht, aber wiederum an Perth Glory scheiterte. Dieses Finale war zugleich das letzte Spiel der NSL, die anschließend aufgelöst wurde. Insgesamt bestritt Bolton in der NSL 300 Partien. Um sich fit zu halten, wechselte Bolton zunächst zu Fraser Park, einige Zeit später zu den APIA Leichhardt Tigers.

### A-League

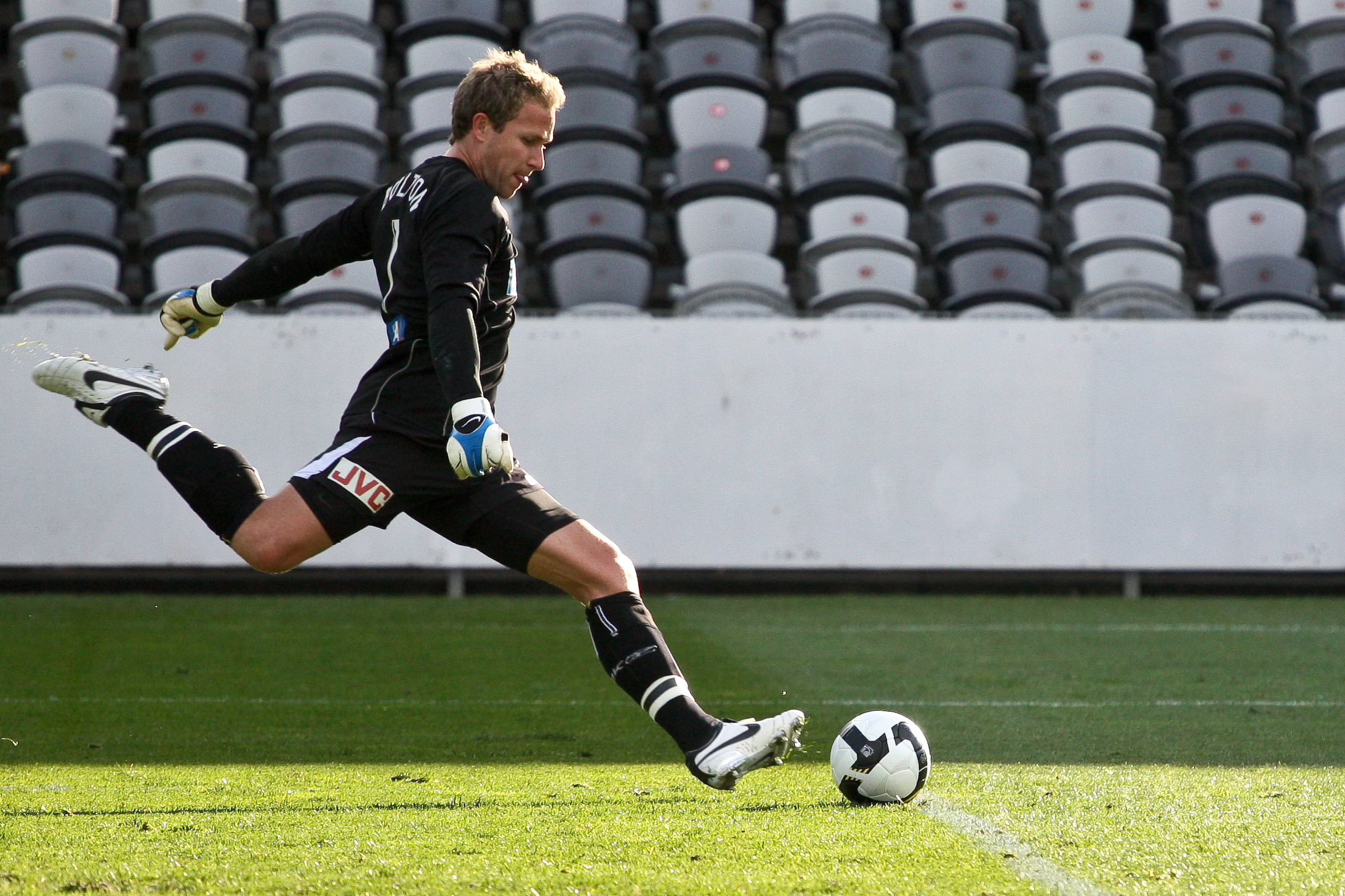
Clint Bolton (2008)

Mit der Gründung der Profiliga A-League unterschrieb Bolton 2005 einen Vertrag beim Sydney FC. Bereits vor Saisonbeginn konnte er mit seinem neuen Verein mit dem Sieg des OFC Champions Cup einen ersten Erfolg feiern. Die Saison lief ebenfalls erfolgreich. Im Meisterschaftsfinale der Premierensaison besiegte man die Central Coast Mariners mit 1:0, zudem war man durch den Sieg im Champions Cup für die FIFA-Klub-Weltmeisterschaft 2005 startberechtigt, in welcher man den 5. Platz belegte. Von den Mitspielern wurde Bolton am Saisonende zum „Spieler des Jahres“ gewählt. Als Meister war man nach dem Übertritt des australischen Fußballverbandes zur Asienzone auch in der AFC Champions League 2007 startberechtigt und scheiterte dort knapp am späteren Sieger Urawa Red Diamonds in der Gruppenphase. Am 1. Januar 2007 blieb Bolton beim fünften Ligaspiel in Folge ohne Gegentor und stellte damit einen neuen Ligarekord auf. In den drei Spielzeiten nach dem Titelgewinn blieben Erfolge aus; erst in der Saison 2009/10 zog man unter dem neuen Trainer Vítězslav Lavička erneut ins Grand Final ein und besiegte dort im Elfmeterschießen den Rivalen Melbourne Victory. Für Bolton war das Finalspiel zugleich sein letztes Pflichtspiel für Sydney, da er zur Saison 2010/11 zum neu geschaffenen Team Melbourne Heart wechselte. Für Melbourne war er in den ersten beiden Spielzeiten Stammtorhüter von Melbourne und gewann zweimal die klubinterne Auszeichnung als Spieler des Jahres. Zum Jahreswechsel 2012/2013 verlor er seinen Stammplatz nach einer Reihe von Niederlagen an Andrew Redmayne und erhielt am Saisonende kein neues Vertragsangebot.

## Nationalmannschaft
Bolton nahm 1995 mit der U-20-Nationalmannschaft an der Junioren-WM in Katar teil. Zu Beginn des Turniers war er hinter Les Pogliacomi zweiter Torhüter, kam aber nach dessen Verletzung im zweiten Vorrundenspiel ins Tor und blieb bis zum Aus im Viertelfinale Stammtorhüter. Für die australische Olympiamannschaft absolvierte Bolton zwischen 1995 und 1996 fünf Partien, wurde aber nicht für das olympische Turnier 1996 berücksichtigt.
Sein Debüt in der australischen A-Nationalmannschaft gab Bolton 2000 in einem Freundschaftsspiel gegen Paraguay, in der WM-Qualifikation 2002 kam er gegen Fidschi und Tonga zu zwei weiteren Einsätzen. 2001 nominierte Frank Farina den Torhüter für den Konföderationen-Pokal, setzte ihn aber nicht ein. Es dauerte bis August 2006, ehe er zu seinem vierten und bislang letzten Einsatz kam. In einem Qualifikationsspiel für die Asienmeisterschaft 2007 gegen Kuwait blieb Bolton auch in seinem vierten Länderspiel ohne Gegentor.

## Erfolge
Mit seinen Vereinen
- A-League-Meister: 2005/06, 2009/10 (mit dem Sydney FC)
- NSL-Meister: 1996/97 (mit den Brisbane Strikers), 2001/02 (mit Sydney Olympic)
- OFC-Champions-Cup-Sieger: 2005 (mit dem Sydney FC)

Individuelle Auszeichnungen
- Sydney FC „Player of the Year“: 2005/06
- Melbourne Heart „Player of the Year“: 2010/11, 2011/12
- A-League „Goalkeeper of the Year“: 2005/06
- Nominierung in das PFA Team of the Year: 2011/12 (Ersatzbank)